# أذر خواران
أذر خواران هي قرية في مقاطعة أصفهان، إيران. عدد سكان هذه القرية هو 1,193 في سنة 2006.